# Halo 3
Halo 3 – gra komputerowa z gatunku first-person shooter wyprodukowana przez Bungie na konsolę Xbox 360. Jest to trzecia część serii Halo, kontynuująca wątek zapoczątkowany w Halo: Combat Evolved i kontynuowany w Halo 2. Gra została wydana 25 września 2007 roku w Australii, Brazylii, Indiach, Nowej Zelandii, Ameryce Północnej i Singapurze, 26 września 2007 roku – w Europie, a 27 września 2007 roku – w Japonii. Fabuła Halo 3 koncentruje się na międzygwiezdnej wojnie ludzkości z XXVI wieku z gromadą obcych ras zwanych Covenant. Gracz wciela się w Master Chiefa, cybernetycznie udoskonalonego nadżołnierza, gdy ten walczy z rasami Covenant. Gra umożliwia kierowanie pojazdami i używanie broni. Zawiera też modyfikacje do rozgrywki względem poprzednich gier z serii, takie jak możliwość nagrania filmów z rozgrywki, udostępnianie plików oraz edytor map Forge – narzędzie, które umożliwia graczowi dokonanie modyfikacji w mapach do gry wieloosobowej.
Bungie rozpoczęło produkcję Halo 3 wkrótce po ukazaniu się Halo 2 w sklepach. Gra została oficjalnie zapowiedziana na targach E3 2006, Jej wydanie poprzedzało ukazanie się wersji beta do gry wieloosobowej, dostępnej dla graczy, którzy zakupili grę Crackdown. Microsoft wydał 40 milionów dolarów amerykańskich na promocję gry. Próbował w ten sposób sprzedać większą liczbę konsoli i zwiększyć popularność gry za utworzoną fanowską bazą Halo.
Dzień po oficjalnej dacie wydania sprzedano 4,2 miliona egzemplarzy Halo 3. Halo 3 przyniosło zyski w wysokości 300 milionów dolarów w ciągu tygodnia od daty premiery. W ciągu pierwszych 20 godzin od daty wydania więcej niż milion ludzi grało w tę grę. Do 3 stycznia 2008 roku sprzedano 8,1 miliona egzemplarzy Halo 3, które było grą o największej sprzedaży w 2007 roku w Stanach Zjednoczonych Ogólnie gra została bardzo pozytywnie przyjęta przez krytyków, którzy wskazywali na Forge i rozbudowany tryb gry wieloosobowej jako zalety; jednakże niektórzy recenzenci krytykowali elementy rozgrywki jednoosbowej, szczególnie fabułę i schematyczną kampanię. Prequel gry, Halo 3: ODST, został wydany na świecie 22 września 2009; sequel gry, Halo 4, został wydany 6 listopada 2012.